# Lagenophora
Lagenophora es un género de plantas con flores perteneciente a la familia  Asteraceae. Comprende 57 especies descritas y solo 15 aceptadas.

## Taxonomía
El género fue descrito por Alexandre Henri Gabriel de Cassini y publicado en Bull. Sci. Soc. Philom. Paris 1816: 199. 1816.

## Especies seleccionadas
A continuación se brinda un listado de las especies del género Lagenophora aceptadas hasta junio de 2011, ordenadas alfabéticamente. Para cada una se indica el nombre binomial seguido del autor, abreviado según las convenciones y usos.
- Lagenophora barkeri Kirk
- Lagenophora cuchumatanica Beaman & De Jong
- Lagenophora cuneata Petrie
- Lagenophora gibbsiae Merr.
- Lagenophora gracilis Steetz
- Lagenophora hirsuta Poepp. ex Less.
- Lagenophora huegelii Benth.
- Lagenophora lanata A.Cunn.
- Lagenophora mikadoi (Koidz.) Koidz. ex H.Koyama
- Lagenophora montana Hook.f.
- Lagenophora petiolata Hook.f.
- Lagenophora pinnatifida Hook.f.
- Lagenophora pumila (G.Forst.) Cheeseman
- Lagenophora stipitata (Labill.) Druce
- Lagenophora strangulata Colenso